# Pandoravirus salinus
Pandoravirus salinus est un virus géant du genre Pandoravirus, trouvé pour la première fois dans les sédiments côtiers du Chili en 2013.
C'est l'un des plus grands virus identifiés, avec Pandoravirus dulcis. Il contient 2,5 millions de bases azotées qui codent environ 2500 gènes et peut être observé avec un microscope optique.